# Sindaci di Enna
Di seguito l'elenco cronologico dei sindaci di Enna e delle altre figure apicali equivalenti che si sono succedute nel corso della storia.

## Regno d'Italia (1861-1946)
Sindaci
| Sindaco                                          | Dal  | Al   |
| ------------------------------------------------ | ---- | ---- |
| Mariano Potenza                                  | 1860 |      |
| Giovanni Grimaldi Gravina                        | 1861 | 1863 |
| Francesco Marziani                               | 1863 | 1864 |
| Francesco Dibilio (Regio delegato straordinario) | 1864 |      |
| Edoardo Grimaldi                                 | 1864 | 1865 |
| Mariano Potenza                                  | 1865 | 1866 |
| Sebastiano Ayala                                 | 1867 | 1869 |
| Mariano Potenza                                  | 1870 | 1871 |
| Sebastiano Ayala                                 | 1871 | 1874 |
| Vincenzo Rizzo                                   | 1874 | 1876 |
| Sebastiano Ayala                                 | 1876 | 1877 |
| Giovanni Roxas                                   | 1878 | 1880 |
| Gaspare Focaccetti (Regio commissario)           | 1881 |      |
| Vincenzo Polizzi                                 | 1882 | 1885 |
| Giovan Battista Corona                           | 1885 | 1889 |
| Vincenzo Polizzi                                 | 1890 |      |
| Giuseppe Potenza                                 | 1891 | 1892 |
| Angelo Romano                                    | 1892 | 1895 |
| Enrico Militello                                 | 1895 |      |
| Pietro Grimaldi                                  | 1895 | 1899 |
| Angelo Romano                                    | 1899 | 1900 |
| Saverio Bonomo (Regio commissario)               | 1900 | 1901 |
| Angelo Romano                                    | 1901 | 1903 |
| Luigi Ayala                                      | 1903 | 1904 |
| Enrico Militello (Prosindaco)                    | 1904 |      |
| Pietro Longi                                     | 1905 | 1906 |
| Giovan Battista Roxas                            | 1906 | 1909 |
| Gaetano Granozzi                                 | 1910 | 1913 |

Podestà
| Sindaco                 | Dal  | Al   | Partito                    |
| ----------------------- | ---- | ---- | -------------------------- |
| Enrico Anzalone         |      |      | Partito Nazionale Fascista |
| Umberto Balestrino      | 1931 | 1932 | Commissario prefettizio    |
| Guglielmo Gianferrara   | 1932 | 1932 | Commissario prefettizio    |
| Antonino Livoti         | 1932 | 1935 | Partito Nazionale Fascista |
| Francesco Longo         |      |      | Partito Nazionale Fascista |
| Luigi Marchese          | 1941 | 1942 | Partito Nazionale Fascista |
| Giuseppe Maria Grimaldi | 1942 | 1943 | Partito Nazionale Fascista |

Sindaci
| Sindaco                         | Dal         | Al              | Partito                   |
| ------------------------------- | ----------- | --------------- | ------------------------- |
| Francesco Militello di Castagna | 1943        | 1945            | Democrazia Cristiana      |
| Paolo Lo Manto                  | aprile 1945 | 23 gennaio 1946 | Partito Liberale Italiano |

## Repubblica Italiana (dal 1946)
| Sindaci eletti dal Consiglio comunale (1946-1994)    | Sindaci eletti dal Consiglio comunale (1946-1994) | Sindaci eletti dal Consiglio comunale (1946-1994) | Sindaci eletti dal Consiglio comunale (1946-1994) | Sindaci eletti dal Consiglio comunale (1946-1994) | Sindaci eletti dal Consiglio comunale (1946-1994) | Sindaci eletti dal Consiglio comunale (1946-1994) | Sindaci eletti dal Consiglio comunale (1946-1994) |
| Nominativo                                           | Partito                                           | Partito                                           | Partito                                           | Partito                                           | Mandato                                           | Mandato                                           | Elezione                                          |
| Nominativo                                           | Partito                                           | Partito                                           | Partito                                           | Partito                                           | Inizio                                            | Fine                                              | Elezione                                          |
| ---------------------------------------------------- | ------------------------------------------------- | ------------------------------------------------- | ------------------------------------------------- | ------------------------------------------------- | ------------------------------------------------- | ------------------------------------------------- | ------------------------------------------------- |
| Paolo Savoca                                         |                                                   | Partito Repubblicano Italiano                     | Partito Repubblicano Italiano                     | Partito Repubblicano Italiano                     | 1946                                              | 1952                                              | Elezione 1946                                     |
| Paolo Lo Manto                                       |                                                   | Partito Liberale Italiano                         | Partito Liberale Italiano                         | Partito Liberale Italiano                         | 4 luglio 1952                                     | 22 giugno 1956                                    | Elezione 1952                                     |
| ?                                                    | ?                                                 | ?                                                 | ?                                                 | ?                                                 | 1956                                              | 1958                                              | Elezione 1956                                     |
| Giovambattista Grimaldi                              |                                                   | Partito Comunista Italiano                        | Partito Comunista Italiano                        | Partito Comunista Italiano                        | 1958                                              | 1959                                              | Elezione 1956                                     |
| Vittorio Ugo Colajanni                               |                                                   | Partito Repubblicano Italiano                     | Partito Repubblicano Italiano                     | Partito Repubblicano Italiano                     | 1º marzo 1959                                     | 25 novembre 1960                                  | Elezione 1956                                     |
| Paolo Lo Manto                                       |                                                   | Partito Liberale Italiano                         | Partito Liberale Italiano                         | Partito Liberale Italiano                         | 25 novembre 1960                                  | 26 aprile 1962                                    | Elezione 1960                                     |
| Giovanni Rosso                                       |                                                   | Democrazia Cristiana                              | Democrazia Cristiana                              | Democrazia Cristiana                              | 1962                                              | 1968                                              | Elezione 1964                                     |
| Paolo Lo Manto                                       |                                                   | Partito Liberale Italiano                         | Partito Liberale Italiano                         | Partito Liberale Italiano                         | 2 maggio 1968                                     | 1970                                              | Elezione 1964                                     |
| Paolo Lo Manto                                       | 1970                                              | Partito Liberale Italiano                         | Partito Liberale Italiano                         | Partito Liberale Italiano                         | 6 maggio 1973                                     | Elezione 1970                                     |                                                   |
| Aldo Alerci                                          |                                                   | Democrazia Cristiana                              | Democrazia Cristiana                              | Democrazia Cristiana                              | 1973                                              | Elezione 1970                                     | 1975                                              |
| Aldo Alerci                                          | 1975                                              | Democrazia Cristiana                              | Democrazia Cristiana                              | Democrazia Cristiana                              | 1979                                              | Elezione 1975                                     |                                                   |
| Michele Lauria                                       |                                                   | Democrazia Cristiana                              | Democrazia Cristiana                              | Democrazia Cristiana                              | 1979                                              | Elezione 1975                                     | 1980                                              |
| Michele Lauria                                       | 1980                                              | Democrazia Cristiana                              | Democrazia Cristiana                              | Democrazia Cristiana                              | 1985                                              | Elezione 1980                                     |                                                   |
| Michele Lauria                                       | 1985                                              | Democrazia Cristiana                              | Democrazia Cristiana                              | Democrazia Cristiana                              | 1987                                              | Elezione 1985                                     |                                                   |
| Vito Cardaci                                         |                                                   | Democrazia Cristiana                              | Democrazia Cristiana                              | Democrazia Cristiana                              | 1987                                              | Elezione 1985                                     | 1990                                              |
| Vito Cardaci                                         | 1990                                              | Democrazia Cristiana                              | Democrazia Cristiana                              | Democrazia Cristiana                              | 24 giugno 1992                                    | Elezione 1990                                     |                                                   |
| Vincenzo Vigiano                                     |                                                   | Democrazia Cristiana                              | Democrazia Cristiana                              | Democrazia Cristiana                              | 6 luglio 1992                                     | Elezione 1990                                     | 27 giugno 1994                                    |
| Sindaci eletti direttamente dai cittadini (dal 1994) |                                                   |                                                   |                                                   |                                                   |                                                   |                                                   |                                                   |
| Nominativo                                           | Partito                                           | Partito                                           | Coalizione                                        | Coalizione                                        | Mandato                                           | Mandato                                           | Elezione                                          |
| Nominativo                                           | Partito                                           | Partito                                           | Coalizione                                        | Coalizione                                        | Inizio                                            | Fine                                              | Elezione                                          |
| Antonio Alvano                                       |                                                   | Forza Italia                                      |                                                   | FI-AN                                             | 27 giugno 1994                                    | 8 giugno 1998                                     | Elezione 1994                                     |
| Antonio Alvano                                       |                                                   | Forza Italia                                      | FI-AN-CCD-CDL                                     | 8 giugno 1998                                     | 21 aprile 2000                                    | Elezione 1998                                     |                                                   |
| Onofrio Zaccone (Commissario straordinario)          | –                                                 | –                                                 | –                                                 | –                                                 | 21 aprile 2000                                    | 11 dicembre 2000                                  | –                                                 |
| Rosario Ardica                                       |                                                   | Alleanza Nazionale                                |                                                   | FI-AN-CCD                                         | 11 dicembre 2000                                  | 2 febbraio 2005                                   | Elezione 2000                                     |
| Fulvio Bellomo (Commissario straordinario)           | –                                                 | –                                                 | –                                                 | –                                                 | 2 febbraio 2005                                   | 17 maggio 2005                                    | –                                                 |
| Rino Agnello                                         |                                                   | Democrazia è Libertà - La Margherita              |                                                   | DS-DL-UDEUR-PRC-IdV-PdCI                          | 17 maggio 2005                                    | 15 giugno 2010                                    | Elezione 2005                                     |
| Paolo Garofalo                                       |                                                   | Partito Democratico                               |                                                   | PD-L. civiche                                     | 15 giugno 2010                                    | 17 giugno 2015                                    | Elezione 2010                                     |
| Maurizio Dipietro                                    |                                                   | Indipendente (2015-2019)                          |                                                   | L. civiche                                        | 17 giugno 2015                                    | 7 ottobre 2020                                    | Elezione 2015                                     |
| Maurizio Dipietro                                    |                                                   | Italia Viva (dal 2019)                            |                                                   | IV-L. civiche                                     | 7 ottobre 2020                                    | in carica                                         | Elezione 2020                                     |